# Сен-Гратьян (Валь-д’Уаз)
Сен-Гратьян  (фр. Saint-Gratien) — муниципалитет во Франции, в регионе Иль-де-Франс, департамент Валь-д'Уаз. Население — 21 436 человек (2006). Муниципалитет расположен на расстоянии около 14 км севернее Парижа, 18 км юго-восточнее Сержи.

## Демография
Динамика населения (Cassini и INSEE):